# الغواصة الألمانية يو-509
غواصة يو-509 غواصة يو بوت ألمانية من الفئة التاسعة سي بنيت لسلاح بحرية ألمانيا النازية كريغسمارينه، في أحواض دويتشه فيرفت في هامبورغ خلال الحرب العالمية الثانية. أبحرت يوم 3 يوليو 1943، وغرقت من قبل طائرات من على متن حاملة الطائرات المساعدة إس إس سانتي في 15 يوليو.